# Gurámifélék

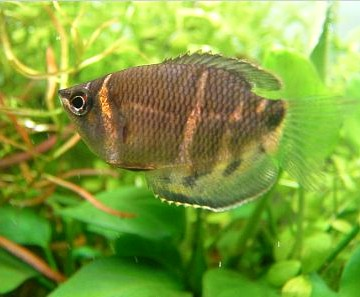
Maláj gurámi (Sphaerichthys osphromenoides)

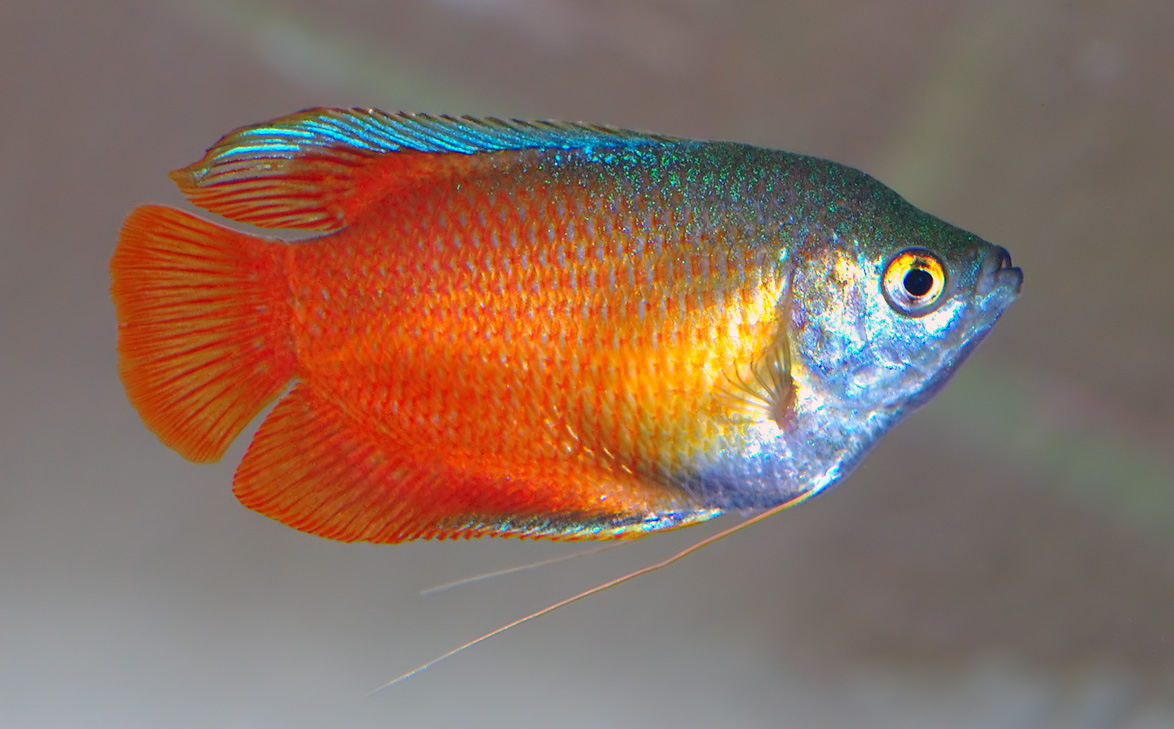
Mézgurámi (Trichogaster chuna)

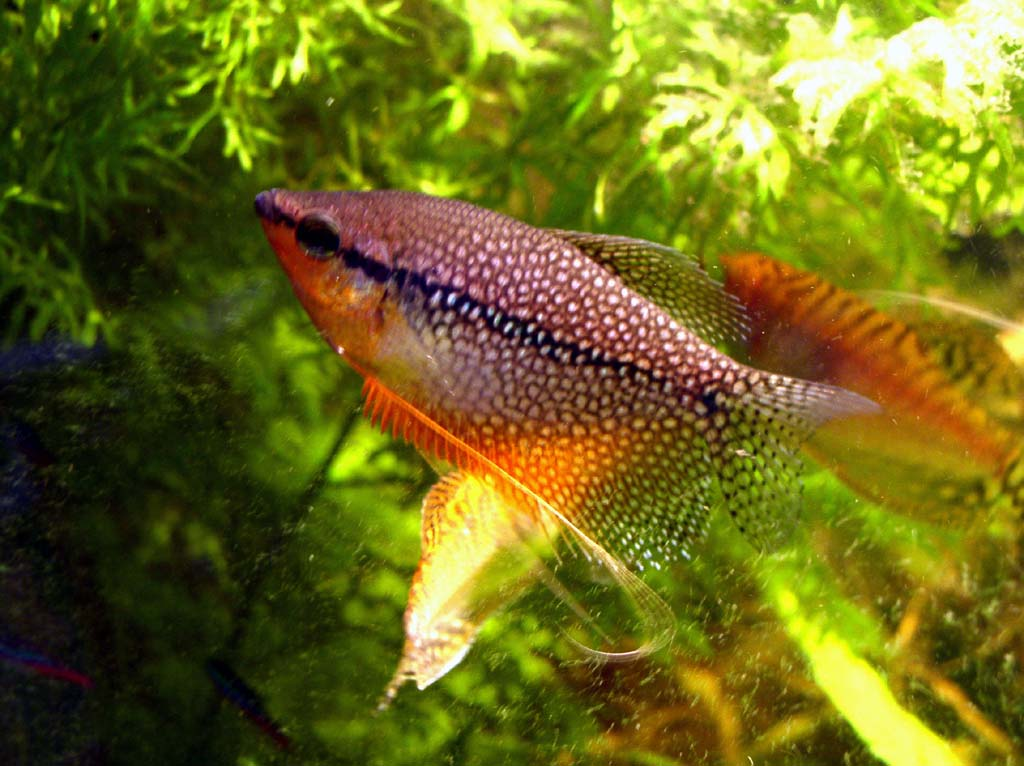
Gyöngygurámi (Trichopodus leerii) hím

A gurámifélék (Osphronemidae) a sugarasúszójú halak (Actinopterygii) osztályába a sügéralakúak (Perciformes) rendjébe és az Anabantoidei alrendjébe tartozó család.

## Rendszerezés
A családba az alábbi 4 alcsalád, 14 nem és 91 faj tartozik

### Belontiinae
A Belontiinae alcsaládba 1 nem és 2 faj tartozik
- Belontia (Myers, 1923)
  - Belontia hasselti
  - Belontia signata

### Luciocephalinae
A Luciocephalinae alcsaládba 6 nem és 19 faj tartozik
- Ctenops (McClelland, 1845) - 1 faj
  - Ctenops nobilis

- Luciocephalus (Bleeker, 1851) - 2 faj
  - Luciocephalus pulcher
  - Luciocephalus aura

- Parasphaerichthys (Prashad & Mukerji, 1929) - 2 faj
  - Parasphaerichthys lineatus
  - Parasphaerichthys ocellatus

- Sphaerichthys (Canestrini, 1860) - 5 faj
  - Sphaerichthys acrostoma
  - Sphaerichthys malayanus
  - Maláj gurámi (Sphaerichthys osphromenoides)
  - Sphaerichthys selatanensis
  - Sphaerichthys vaillanti
- Trichogaster Bloch & J. G. Schneider, 1801 - 4 faj

- Trichopodus (Bloch & Schneider, 1801) - 5 faj  
  - Trichopodus cantoris
  - Gyöngygurámi (Trichopodus leerii)
  - Holdfénygurámi (Trichopodus microlepis)
  - Szalagos gurámi (Trichopodus pectoralis)
  - Kék gurámi (Trichopodus trichopterus)

### Macropodusinae
A Macropodusinae alcsaládba 6 nem és 68 faj tartozik
- Betta
- Macropodus
- Malpulutta
- Parosphromenus
- Pseudosphromenus
- Trichopsis

### Osphroneminae
A Osphroneminae alcsaládba 1 nem és 4 faj tartozik
- Osphronemus (Lacepède, 1801)